# Syndipnus birulai
Syndipnus birulai är en stekelart som beskrevs av Per Abraham Roman 1926. Syndipnus birulai ingår i släktet Syndipnus och familjen brokparasitsteklar. Inga underarter finns listade i Catalogue of Life.